# 김광규 (시인)
김광규(金光圭, 1941년 1월 7일~)은 대한민국의 시인이다.

## 삶
1975년 《문학과 지성》을 통해 등단하였다. 서울고등학교, 서울대학교 문리과대학 독문과를 졸업하고 동 대학원 독문과에서 문학석사, 문학박사학위를 받았다. 세부전공은 독일 현대시문학이다. 시집으로 《우리를 적시는 마지막 꿈》,《반달곰에게》,《아니다 그렇지 않다》,《크낙산의 마음》 등이 있다. 녹원문학상, 오늘의 작가상, 김수영 문학상, 이산문학상 등을 수상하였으며, 한양대학교 독문과 교수를 역임하였으며 현재 명예교수로 있다.

## 작품 세계

### 시 〈나뭇잎 하나〉
이 <나뭇잎 하나>라는 시의 주제는 존재의 소멸에서 오는 상실감과 안타까움이다. 이 시는 겨울이 되어 마지막으로 떨어지는 나뭇잎 하나를 보면서 발견한 소멸의 슬픔을 노래하고 있다. 저마다 생성되었다가 끝내 소멸해 버리는 나뭇잎을 보면서 존재의 소멸에서 오는 상실감과 함께 자신도 언젠가는 소멸할 수밖에 없다는 화자의 인식이 내재되어 있다.

## 같이 보기
- 한국 문학
- 한국어 시인 목록